# Lijst van voetbalinterlands Saoedi-Arabië - Syrië
Deze lijst van voetbalinterlands is een overzicht van alle officiële voetbalwedstrijden tussen de nationale teams van Saoedi-Arabië en Syrië. De landen hebben tot op heden 25 keer tegen elkaar gespeeld. De eerste ontmoeting, een wedstrijd tijdens de Pan-Arabische Spelen 1957, werd gespeeld in Beiroet (Libanon) op 22 januari 1957. Het laatste duel, een groepswedstrijd tijdens de Azië Cup 2011, vond plaats op 9 januari 2011 in Ar Rayyan (Qatar).

## Wedstrijden
| №  | Plaats    | Datum             | Competitie                | Wedstrijd             | Uitslag |
| -- | --------- | ----------------- | ------------------------- | --------------------- | ------- |
| 1  | Beiroet   | 22 januari 1957   | Pan-Arabische Spelen 1957 | Syrië − Saoedi-Arabië | 1 − 3   |
| 2  | Damascus  | 21 oktober 1976   | Pan-Arabische Spelen 1976 | Syrië − Saoedi-Arabië | 0 − 2   |
| 3  | Djedda    | 12 november 1976  | WK 1978 kwalificatie      | Saoedi-Arabië − Syrië | 2 − 0   |
| 4  | Damascus  | 26 november 1976  | WK 1978 kwalificatie      | Syrië − Saoedi-Arabië | 2 − 1   |
| 5  | Riyad     | 24 maart 1981     | WK 1982 kwalificatie      | Syrië − Saoedi-Arabië | 0 − 2   |
| 6  | New Delhi | 25 november 1982  | Aziatische Spelen 1982    | Saoedi-Arabië − Syrië | 1 − 1   |
| 7  | Singapore | 4 december 1984   | Azië Cup 1984             | Syrië − Saoedi-Arabië | 0 − 1   |
| 8  | Doha      | 4 december 1988   | Azië Cup 1988             | Syrië − Saoedi-Arabië | 0 − 2   |
| 9  | Djedda    | 15 maart 1989     | WK 1990 kwalificatie      | Saoedi-Arabië − Syrië | 5 − 4   |
| 10 | Taif      | 30 maart 1989     | WK 1990 kwalificatie      | Syrië − Saoedi-Arabië | 0 − 0   |
| 11 | Aleppo    | 11 september 1992 | Arab Nations Cup 1992     | Syrië − Saoedi-Arabië | 1 − 1   |
| 12 | Djedda    | 16 november 1996  | Vriendschappelijk         | Saoedi-Arabië − Syrië | 3 − 1   |
| 13 | Riyad     | 2 maart 1997      | Vriendschappelijk         | Saoedi-Arabië − Syrië | 3 − 0   |
| 14 | Riyad     | 4 maart 1997      | Vriendschappelijk         | Saoedi-Arabië − Syrië | 1 − 1   |
| 15 | Abha      | 24 september 2000 | Vriendschappelijk         | Saoedi-Arabië − Syrië | 2 −1    |
| 16 | Abha      | 26 september 2000 | Vriendschappelijk         | Saoedi-Arabië − Syrië | 3 − 0   |
| 17 | Dammam    | 30 januari 2001   | Vriendschappelijk         | Saoedi-Arabië − Syrië | 1 − 0   |
| 18 | Koeweit   | 24 december 2002  | Arab Nations Cup 2002     | Syrië − Saoedi-Arabië | 0 − 3   |
| 19 | Djedda    | 30 september 2003 | Vriendschappelijk         | Saoedi-Arabië − Syrië | 1 − 1   |
| 20 | Riyad     | 6 oktober 2004    | Vriendschappelijk         | Saoedi-Arabië − Syrië | 2 − 2   |
| 21 | Djedda    | 14 februari 2006  | Vriendschappelijk         | Saoedi-Arabië − Syrië | 1 − 1   |
| 22 | Dammam    | 11 januari 2007   | Vriendschappelijk         | Saoedi-Arabië − Syrië | 2 − 1   |
| 23 | Riyad     | 24 mei 2008       | Vriendschappelijk         | Saoedi-Arabië − Syrië | 1 − 0   |
| 24 | Dammam    | 27 december 2008  | Vriendschappelijk         | Saoedi-Arabië − Syrië | 1 − 1   |
| 25 | Ar Rayyan | 9 januari 2011    | Azië Cup 2011             | Saoedi-Arabië − Syrië | 1 − 2   |

## Samenvatting
| Competitie           | Totaal gespeeld | Winst Saoedi-Arabië | Gelijk | Winst Syrië | Doelsaldo Saoedi-Arabië – Syrië |
| -------------------- | --------------- | ------------------- | ------ | ----------- | ------------------------------- |
| WK-kwalificatie      | 5               | 3                   | 1      | 1           | 10 − 6                          |
| Azië Cup             | 3               | 2                   | 0      | 1           | 4 − 2                           |
| Arab Nations Cup     | 2               | 1                   | 1      | 0           | 4 − 1                           |
| Aziatische Spelen    | 1               | 0                   | 1      | 0           | 1 − 1                           |
| Pan-Arabische Spelen | 2               | 2                   | 0      | 0           | 5 − 1                           |
| Vriendschappelijk    | 12              | 7                   | 5      | 0           | 21 − 9                          |
| Totaal               | 25              | 15                  | 8      | 2           | 45 − 20                         |

SAFF · A-internationals · Selecties · Bondscoaches · Statistieken · Saoedi-Arabisch vrouwenelftal · Saoedi-Arabië U21 · Saoedi-Arabië U20 · Saoedi-Arabië U19 · Saoedi-Arabië U18 · Saoedi-Arabië U17
1950 – 1959 · 
1960 – 1969 · 
1970 – 1979 · 
1980 – 1989 · 
1990 – 1999 · 
2000 – 2009 · 
2010 – 2019 ·
2020 − 2029
WK 1994 · 
WK 1998 · 
WK 2002 · 
WK 2006 · 
WK 2018
OS 1984 · 
OS 1996 · 
OS 2020
1957 · 
1958 · 1959 · 1960 · 
1961 · 
1962 · 
1963 · 
1964 · 1965 · 1966 · 
1967 · 
1968 · 
1969 · 
1970 · 
1971 · 
1972 · 
1973 · 
1974 · 
1975 · 
1976 · 
1977 · 
1978 · 
1979 · 
1980 · 
1981 · 
1982 · 
1983 · 
1984 · 
1985 · 
1986 · 
1987 · 
1988 · 
1989 · 
1990 · 
1991 · 
1992 · 
1993 · 
1994 · 
1995 · 
1996 · 
1997 · 
1998 · 
1999 · 
2000 · 
2001 · 
2002 · 
2003 · 
2004 · 
2005 · 
2006 · 
2007 · 
2008 · 
2009 · 
2010 · 
2011 · 
2012 · 
2013 ·
2014 ·
2015 ·
2016 ·
2017 ·
2018 ·
2019 ·
2020 ·
2021 ·
2022 ·
2023
Afghanistan · 
Albanië ·
Algerije · 
Angola · 
Argentinië · 
Australië · 
Azerbeidzjan · 
Bahrein · 
Bangladesh · 
België · 
Bhutan · 
Bolivia · 
Brazilië · 
Bulgarije · 
Cambodja ·
Canada · 
Chili · 
China · 
Colombia ·
Congo-Brazzaville · 
Congo-Kinshasa · 
Costa Rica · 
Cyprus · 
Denemarken · 
Duitsland · 
Ecuador ·
Egypte · 
Engeland · 
Equatoriaal-Guinea ·
Estland · 
Finland · 
Frankrijk · 
Gabon · 
Gambia ·
Georgië · 
Ghana · 
Griekenland ·
Honduras · 
Hongarije · 
Hongkong · 
Ierland · 
IJsland · 
India · 
Indonesië · 
Irak · 
Iran · 
Italië ·
Jamaica · 
Japan · 
Jemen · 
Jordanië · 
Kameroen · 
Kazachstan · 
Kirgizië · 
Koeweit · 
Kroatië ·
Laos ·
Letland ·
Libanon · 
Libië · 
Liechtenstein · 
Litouwen ·
Luxemburg · 
Macau ·  
Maleisië · 
Mali · 
Marokko · 
Mauritanië · 
Mexico · 
Moldavië ·
Mongolië · 
Namibië · 
Nederland · 
Nepal · 
Nieuw-Zeeland · 
Nigeria · 
Noord-Korea ·
Noord-Macedonië ·
Noorwegen ·
Oeganda · 
Oekraïne · 
Oezbekistan · 
Oman · 
Oost-Timor ·
Pakistan ·
Palestina · 
Panama ·
Paraguay · 
Peru ·
Polen · 
Portugal · 
Qatar · 
Rusland · 
Schotland · 
Senegal · 
Singapore · 
Slovenië · 
Slowakije · 
Soedan · 
Spanje · 
Sri Lanka · 
Syrië · 
Tadzjikistan · 
Taiwan · 
Tanzania · 
Thailand · 
Togo · 
Trinidad en Tobago · 
Tsjechië · 
Tunesië · 
Turkije · 
Turkmenistan · 
Uruguay · 
Venezuela · 
Verenigde Arabische Emiraten · 
Verenigde Staten · 
Vietnam · 
Wales · 
Wit-Rusland · 
Zambia ·
Zimbabwe ·
Zuid-Afrika · 
Zuid-Jemen · 
Zuid-Korea · 
Zweden
Argentinië (1992) · 
Argentinië (2022) · 
Egypte (2018) · 
Oekraïne (2006) · 
Rusland (2018) ·
Spanje (2006) ·
Tunesië (2006) ·
Uruguay (2018)
SFA · A-internationals · Syrisch vrouwenelftal
1940 - 1949 · 
1950 - 1959 · 
1960 - 1969 · 
1970 - 1979 · 
1980 - 1989 · 
1990 - 1999 · 
2000 – 2009 · 
2010 – 2019 ·
2020 − 2029
Afghanistan ·
Algerije ·
Australië ·
Bahrein ·
Bangladesh ·
Cambodja ·
China ·
Cyprus ·
Egypte ·
Filipijnen ·
Griekenland ·
Guam ·
Haïti ·
Hongkong ·
India ·
Indonesië ·
Irak ·
Iran ·
Japan ·
Jemen ·
Jordanië ·
Kazachstan ·
Kirgizië ·
Koeweit ·
Laos ·
Libanon ·
Libië ·
Malediven ·
Maleisië ·
Marokko ·
Mauritanië ·
Mauritius ·
Myanmar ·
Nepal ·
Noord-Korea ·
Oezbekistan ·
Oman ·
Pakistan ·
Palestina ·
Qatar ·
Rusland ·
San Marino ·
Saoedi-Arabië ·
Singapore ·
Soedan ·
Sovjet-Unie ·
Sri Lanka ·
Tadzjikistan ·
Taiwan ·
Thailand ·
Tunesië ·
Turkije ·
Turkmenistan ·
Venezuela ·
Verenigde Arabische Emiraten ·
Vietnam ·
Wit-Rusland ·
Zuid-Jemen ·
Zuid-Korea ·
Zweden